# 리치 롤린스
리처드 존 롤린스(Richard John Rollins, 1938년 4월 16일 ~ 2025년 5월 13일)는 미국의 전 프로 야구 선수로, 메이저 리그 베이스볼(MLB)에서 3루수로 뛰었다. 통산 10시즌 동안 미네소타 트윈스 (1961–68), 시애틀 파일럿츠/밀워키 브루어스 (1969–1970), 클리블랜드 인디언스 (1970) 등지에서 뛰었다. 통산 기록은 타율 .269, 77홈런, 399타점이다.